# Französische Rugby-Union-Meisterschaft 1952/53
Die Saison 1952/53 war die 54. Austragung der französischen Rugby-Union-Meisterschaft (französisch Championnat de France de rugby à XV). Sie umfasste 64 Mannschaften in der ersten Division (heutige Top 14).
Die Meisterschaft begann mit der Gruppenphase, bei der in acht Gruppen je acht Mannschaften gegeneinander antraten. Jeweils die Erst- und Zweitplatzierten jeder Gruppe zogen in die Finalphase ein, während die vier schlechtesten Achtplatzierten in die zweite Division absteigen mussten. Es folgten Achtel-, Viertel- und Halbfinale. Im Endspiel, das am 17. Mai 1953 im Stadium Municipal in Toulouse stattfand, trafen die zwei Halbfinalsieger aufeinander und spielten um den Bouclier de Brennus. Dabei setzte sich der Titelverteidiger FC Lourdes gegen Stade Montois durch und errang zum dritten Mal den Meistertitel.

## Gruppenphase
|    | Team               | Siege | Unent. | Ndlg. | Spiel- punkte | Diff. | Tabellen- punkte |
| -- | ------------------ | ----- | ------ | ----- | ------------- | ----- | ---------------- |
| 1. | FC Lourdes         | 13    | 0      | 0     | 166:30        | + 136 | 39               |
| 2. | Stade Lavelanétien | 7     | 3      | 4     | 87:38         | + 49  | 31               |
| 3. | CA Bègles          | 8     | 1      | 5     | 88:86         | + 2   | 31               |
| 4. | US Dax             | 7     | 1      | 6     | 73:86         | − 13  | 29               |
| 5. | CA Brive           | 5     | 3      | 6     | 45:49         | − 4   | 27               |
| 6. | US Montauban       | 6     | 1      | 6     | 56:78         | − 22  | 26               |
| 7. | US Marmande        | 2     | 3      | 9     | 48:93         | − 45  | 21               |
| 8. | CASG Paris         | 0     | 0      | 12    | 32:135        | − 103 | 12               |

|    | Team                  | Siege | Unent. | Ndlg. | Spiel- punkte | Diff. | Tabellen- punkte |
| -- | --------------------- | ----- | ------ | ----- | ------------- | ----- | ---------------- |
| 1. | USA Perpignan         | 10    | 2      | 2     | 210:52        | + 158 | 36               |
| 2. | AS Roanne             | 9     | 2      | 3     | 96:76         | + 20  | 34               |
| 3. | UMS Montélimar        | 8     | 0      | 6     | 66:75         | − 9   | 30               |
| 4. | USA Limoges           | 6     | 2      | 6     | 107:120       | − 13  | 28               |
| 5. | Paris Université Club | 6     | 1      | 7     | 114:120       | − 6   | 27               |
| 6. | US Romans             | 5     | 2      | 7     | 87:94         | − 7   | 26               |
| 7. | RC Chalon             | 5     | 1      | 8     | 76:141        | − 65  | 25               |
| 8. | Stade Dijonnais       | 1     | 2      | 11    | 59:137        | − 78  | 18               |

|    | Team                  | Siege | Unent. | Ndlg. | Spiel- punkte | Diff. | Tabellen- punkte |
| -- | --------------------- | ----- | ------ | ----- | ------------- | ----- | ---------------- |
| 1. | Racing Club de France | 10    | 1      | 3     | 130:62        | + 68  | 36               |
| 2. | SU Agen               | 9     | 0      | 5     | 147:81        | + 66  | 34               |
| 3. | RC Toulon             | 8     | 1      | 5     | 127:96        | + 31  | 30               |
| 4. | SC Angoulême          | 7     | 2      | 5     | 110:69        | + 41  | 28               |
| 5. | Aviron Bayonnais      | 6     | 1      | 7     | 111:96        | + 15  | 27               |
| 6. | SC Graulhet           | 5     | 1      | 8     | 77:96         | − 19  | 26               |
| 7. | US Tours              | 4     | 2      | 8     | 67:136        | − 69  | 25               |
| 8. | UA Libourne           | 3     | 0      | 11    | 43:176        | − 133 | 18               |

|    | Team                 | Siege | Unent. | Ndlg. | Spiel- punkte | Diff. | Tabellen- punkte |
| -- | -------------------- | ----- | ------ | ----- | ------------- | ----- | ---------------- |
| 1. | Stade Toulousain     | 11    | 2      | 1     | 131:22        | + 109 | 38               |
| 2. | Stade Montois        | 9     | 1      | 4     | 121:49        | + 72  | 33               |
| 3. | SC Tulle             | 7     | 1      | 6     | 74:66         | + 8   | 29               |
| 4. | Stade Rochelais      | 5     | 4      | 5     | 62:60         | + 2   | 28               |
| 5. | Boucau Stade         | 6     | 1      | 7     | 47:92         | − 45  | 27               |
| 6. | Biarritz Olympique   | 4     | 3      | 7     | 47:71         | − 24  | 25               |
| 7. | Saint-Jean-de-Luz OR | 4     | 2      | 8     | 46:78         | − 32  | 24               |
| 8. | Stade Nantais        | 2     | 2      | 10    | 43:133        | − 90  | 20               |

|    | Team              | Siege | Unent. | Ndlg. | Spiel- punkte | Diff. | Tabellen- punkte |
| -- | ----------------- | ----- | ------ | ----- | ------------- | ----- | ---------------- |
| 1. | US Cognac         | 9     | 3      | 2     | 86:36         | + 50  | 35               |
| 2. | Section Paloise   | 9     | 2      | 3     | 122:55        | + 67  | 34               |
| 3. | US Bergerac       | 8     | 2      | 4     | 98:70         | + 28  | 32               |
| 4. | AS Montferrand    | 7     | 3      | 4     | 91:56         | + 35  | 31               |
| 5. | Stade Aurillacois | 5     | 2      | 7     | 55:72         | − 17  | 26               |
| 6. | US Tyrosse        | 5     | 1      | 8     | 66:90         | − 24  | 25               |
| 7. | SC Albi           | 3     | 2      | 9     | 55:126        | − 71  | 22               |
| 8. | Stade Bordelais   | 1     | 3      | 10    | 37:105        | − 68  | 19               |

|    | Team            | Siege | Unent. | Ndlg. | Spiel- punkte | Diff. | Tabellen- punkte |
| -- | --------------- | ----- | ------ | ----- | ------------- | ----- | ---------------- |
| 1. | FC Oloron       | 10    | 1      | 2     | 77:45         | + 32  | 34               |
| 2. | SC Mazamet      | 10    | 0      | 2     | 140:45        | + 95  | 32               |
| 3. | CA Périgueux    | 7     | 2      | 4     | 77:63         | + 14  | 29               |
| 4. | FC Auch         | 6     | 0      | 7     | 69:67         | + 2   | 25               |
| 5. | US Carmaux      | 4     | 4      | 5     | 41:55         | − 14  | 25               |
| 6. | Stade Niortais  | 3     | 3      | 7     | 48:88         | − 40  | 22               |
| 7. | AS Soustons     | 3     | 1      | 10    | 51:106        | − 55  | 21               |
| 8. | Stade Bagnérais | 3     | 1      | 9     | 59:93         | − 34  | 20               |

|    | Team               | Siege | Unent. | Ndlg. | Spiel- punkte | Diff. | Tabellen- punkte |
| -- | ------------------ | ----- | ------ | ----- | ------------- | ----- | ---------------- |
| 1. | CS Vienne          | 11    | 0      | 3     | 156:43        | + 113 | 36               |
| 2. | AS Béziers         | 10    | 1      | 3     | 123:67        | + 56  | 35               |
| 3. | FC Grenoble        | 8     | 2      | 4     | 118:58        | + 60  | 32               |
| 4. | RC Vichy           | 7     | 3      | 4     | 53:69         | − 16  | 28               |
| 5. | US Côte-Vermeille  | 5     | 2      | 7     | 62:81         | − 19  | 27               |
| 6. | Valence Sportif    | 5     | 1      | 8     | 69:97         | − 28  | 24               |
| 7. | AS Bort-les-Orgues | 3     | 2      | 9     | 21:101        | − 80  | 22               |
| 8. | La Voulte Sportif  | 1     | 3      | 10    | 34:120        | − 86  | 20               |

|    | Team               | Siege | Unent. | Ndlg. | Spiel- punkte | Diff. | Tabellen- punkte |
| -- | ------------------ | ----- | ------ | ----- | ------------- | ----- | ---------------- |
| 1. | Stadoceste Tarbais | 11    | 2      | 1     | 166:55        | + 111 | 34               |
| 2. | Castres Olympique  | 9     | 2      | 3     | 137:61        | + 76  | 32               |
| 3. | US Bressane        | 9     | 1      | 4     | 87:109        | − 22  | 29               |
| 4. | RC Narbonne        | 8     | 1      | 5     | 112:67        | + 45  | 25               |
| 5. | Lyon OU            | 5     | 1      | 8     | 91:115        | − 24  | 25               |
| 6. | CO Le Creusot      | 4     | 1      | 9     | 79:139        | − 60  | 22               |
| 7. | Céret Sportif      | 3     | 1      | 10    | 67:126        | − 59  | 21               |
| 8. | US Métro           | 2     | 1      | 11    | 48:115        | − 67  | 20               |

## Finalphase

### Achtelfinale
| Datum         | Begegnung                                 | Ergebnis |
| ------------- | ----------------------------------------- | -------- |
| 26. Apr. 1953 | FC Lourdes – FC Oloron                    | 15:0     |
| 26. Apr. 1953 | Racing Club de France – Castres Olympique | 06:3     |
| 26. Apr. 1953 | US Cognac – AS Béziers                    | 05:0     |
| 26. Apr. 1953 | Stade Toulousain – SU Agen                | 03:0     |
| 26. Apr. 1953 | Stade Montois – USA Perpignan             | 03:0     |
| 26. Apr. 1953 | AS Roanne – Stadoceste Tarbais            | 08:3     |
| 26. Apr. 1953 | Stade Lavelanétien – SC Mazamet           | 09:3     |
| 26. Apr. 1953 | Section Paloise – CS Vienne               | 06:3     |

### Viertelfinale
| Datum       | Begegnung                            | Ergebnis |
| ----------- | ------------------------------------ | -------- |
| 3. Mai 1953 | FC Lourdes – Racing Club de France   | 15:12    |
| 3. Mai 1953 | US Cognac – Stade Toulousain         | 06:03    |
| 3. Mai 1953 | Stade Montois – AS Roanne            | 06:0     |
| 3. Mai 1953 | Stade Lavelanétien – Section Paloise | 08:06    |

### Halbfinale
| Datum        | Begegnung                          | Ergebnis   |
| ------------ | ---------------------------------- | ---------- |
| 16. Mai 1953 | FC Lourdes – US Cognac             | 19:3       |
| 16. Mai 1953 | Stade Montois – Stade Lavelanétien | 11:9 n. V. |

### Finale
| 17. Mai 1953 | FC Lourdes                                                                             | 21 : 16       | Stade Montois | Stadium Municipal, Toulouse Zuschauer: 32.500 Schiedsrichter: Marcel Vigneaux |
| 17. Mai 1953 | Versuche: Manterola (2) Saint-Pastous (1) Martine (1) Estrade (1) Erhöhungen: Prat (3) | (3:8) Bericht | Versuche: Berrocq-Irigoin (3) Darrieussecq (1) Cazenave (1) Erhöhungen: Berrocq-Irigoin (2) Dropgoals: Berrocq-Irigoin (1) | Stadium Municipal, Toulouse Zuschauer: 32.500 Schiedsrichter: Marcel Vigneaux |

Aufstellungen
FC Lourdes: André Abadie, Jean-Roger Bourdeu, Eugène Buzy, Henri Claverie, Henri Domec, Jean Estrade, Louis Guinle, Antoine Labazuy, François Labazuy, André Laffont, Thomas Manterola, Roger Martine, Jean Prat, Maurice Prat, Daniel Saint-Pastous
Stade Montois: Léonce Beheregarray, Jean Beloqui, Georges Berrocq-Irigoin, André Boniface, Albert Bonnecaze, Jean-Noël Brocas, Robert Carrère, Fernand Cazenave, Gérard Dagès, Jean Darrieussecq, Claude Fontanié, Jacques Larrezet, Gilbert Laussucq, Maurice Lestage, Pierre Pascalin